# Malilipot (Albay)
Malilipot is een gemeente in de Filipijnse provincie Albay op het eiland Luzon. Bij de laatste census in 2007 had de gemeente bijna 34 duizend inwoners.

## Geografie

### Bestuurlijke indeling
Malilipot is onderverdeeld in de volgende 18 barangays:
| - Barangay I - Barangay II - Barangay III - Barangay IV - Barangay V - Binitayan - Calbayog - Canaway - Salvacion | - San Antonio Santicon - San Antonio Sulong - San Francisco - San Isidro Ilawod - San Isidro Iraya - San Jose - San Roque - Santa Cruz - Santa Teresa |

## Demografie
Malilipot had bij de census van 2007 een inwoneraantal van 33.593 mensen. Dit zijn 4.052 mensen (13,7%) meer dan bij de vorige census van 2000. De gemiddelde jaarlijkse groei komt daarmee uit op 1,79%, hetgeen lager is dan het landelijk jaarlijks gemiddelde over deze periode (2,04%). Vergeleken met de census van 1995 is het aantal mensen met 6.759 (25,2%) toegenomen.

De bevolkingsdichtheid van Malilipot was ten tijde van de laatste census, met 33.593 inwoners op 44,13 km², 761,2 mensen per km².